# Центральный банк Нигерии
Центральный банк Нигерии (англ. Central Bank of Nigeria) — центральный банк Федеративной Республики Нигерия.

## История
До 1959 Нигерия входила в зону деятельности учреждённого в 1913 году в Лондоне Управления денежного обращения Британской Западной Африки, выпускавшего общую валюту британских колоний в Западной Африке — западноафриканский фунт. В марте 1958 года был учреждён Центральный банк Нигерии со штаб-квартирой на острове Лагос, начавший операции 1 июля 1959 года.